# Северо-Западная провинция (ЮАР)
Северо-Западная провинция (англ. North West, африк. Noordwes, коса Nyakatho-Ntshonalanga, тсвана Bokone Bophirima) — шестая по величине провинция Южно-Африканской Республики. На севере граничит с Ботсваной, на западе с Северо-Капской провинцией, на юге с провинцией Фри-Стейт, на юго-востоке с провинцией Гаутенг, на востоке с Лимпопо. Образована в 1994 году после административной реформы. Административным центром провинции является город Мафикенг. Самый крупный город — Рюстенбург.

## География и климат
Большая часть территории представляет собой плоскую равнину с травянистой растительностью и отдельными деревьями. Горный хребет Магалисберг, протянулся на северо-востоке на 130 км от Претории до Рюстенбурга. Река Ваал формирует южную границу провинции.
Температуры варьируются от 17 до 31 °С в летние месяцы и от 3 до 21 °С в зимние месяцы. Среднегодовой уровень осадков составляет 360 мм, почти все они выпадают с октября по апрель.

## Население
Большая часть населения говорит на языке тсвана (65,4 %), другие языки включают африкаанс, сото, коса, английский. Большая часть населения исповедует христианство. Уровень грамотности составляет всего 57 %, провинция имеет наименьшую в ЮАР долю населения, получившего высшее образование.

## Административно-территориальное деление
Провинция делится на четыре района:
- Боджанала-Платинум
- Нгака-Модири-Молема
- Доктор-Кеннет-Каунда
- Доктор-Рут-Сегомоци-Момпати

## Экономика
Основой экономики является добывающая промышленность, составляя более половины её ВВП и обеспечивая работой около четверти населения. Основные полезные ископаемые включают золото, уран, платину и алмазы.
На севере и западе провинции развито овцеводство и разведение крупного рогатого скота. Восток и юг провинции — сельскохозяйственные регионы, где выращиваются кукуруза, подсолнечник, табак, хлопок, цитрусовые.